# Jagdpanzer IV
El Jagdpanzer IV (Sd.Kfz. 162) fue un cazacarros alemán basado en el chasis del Panzer IV. Fue desarrollado contra los deseos del coronel general Heinz Guderian, el inspector general de las Panzertruppen (tropas blindadas), como un reemplazo para el StuG III. Guderian se opuso, en su opinión, por el desvío innecesario de recursos de producción para el Panzer IV, pues el StuG III y el StuG IV eran más que adecuados para esa tarea.

## Desarrollo
A finales de 1942, la oficina de armas de la Wehrmacht, la Waffenamt, solicitó un nuevo diseño de cazacarros basado en el Panzer IV, que sería armado con el mismo cañón de 75 mm que llevaba el Panther, el 7,5 cm KwK 42.
Al contrario de los anteriores cazacarros como la serie Marder, este cañón estaría montado directamente en la superestructura del Jagdpanzer, manteniendo así una perfil tan bajo como fuese posible.
El Jagdpanzer IV mantuvo el chasis del Panzer IV, pero reemplazó la plancha frontal vertical por un modelo en cuña. Internamente, la disposición fue cambiada para acomodar la nueva superestructura, reubicando los tanques de combustible y las municiones. Como el Jagdpanzer carecía de torreta, el motor que movía la torreta del Panzer IV fue eliminado.
La nueva superestructura tenía un blindaje inclinado, que le daba mucha más protección con el mismo espesor que el blindaje convencional, con 75 mm de espesor en la parte frontal. Para que la fabricación fuese un proceso sencillo, la superestructura estaba formada por una gran cantidad de planchas entrelazadas que serían soldadas.
El armamento consistía en un cañón de 75 mm, originalmente con intención de que fuese el cañón PaK 42 L/70. Sin embargo, debido a la escasez del mismo, la preproducción y la primera tirada de producción utilizaba distintos cañones (más antiguos), el PaK 39 L/43 y el PaK 39 L/48 respectivamente. Estos cañones eran más cortos y con menor capacidad de daño que el PaK 42.
Las variantes posteriores utilizaban el PaK 42, lo que aumentaba el peso del vehículo reduciendo su movilidad y dificultando su manejo en terreno difícil. La tripulación dio el sobrenombre de Guderian-Ente (el pato de Guderian) a estos Jagdpanzer.
El prototipo final apareció en diciembre de 1943 y la producción comenzó en enero de 1944, utilizando como arma principal el PaK 39 L/48, que se mantuvo hasta noviembre. La producción de la variante con el PaK 42 L/70 comenzó en agosto y continuó hasta marzo/abril de 1945. Se intentó detener la producción de Panzer IV a finales de 1944 para concentrarse únicamente en la producción de Jagdpanzer IV, pero esto no se llevó a cabo.

## Variantes
- Jagdpanzer IV con PaK 39 L/43; una pequeña cantidad fue fabricada como serie de preproducción.
- Jagdpanzer IV con PaK 39 L/48; con nombre oficial Sturmgeschütz neuer Art mit 7.5 cm PaK L/48 auf Fahrgestell PzKpfw IV, se produjeron unas 780 unidades en 1944.
- Jagdpanzer IV/70 (V) (Sd.Kfz. 162/1); fue una de las dos variantes armadas con PaK 42 L/70. Se construyeron unas 940 unidades en 1944 y 1945. La (V) hace referencia a su constructora, Vomag.
- Jagdpanzer IV/70 (A) (Sd.Kfz.162/1); la otra variante con PaK 42 L/70. Se diferencia de la anterior al no cambiar el chasis del Panzer IV y tener el frontal en vertical. Se fabricaron 278 unidades entre 1944 y 1945. La (A) hace referencia a su constructora, Alkett.

## Combate
El Jagdpanzer IV sirvió en las secciones anticarro de las divisiones Panzer y SS Panzer. Lucharon en Normandía, las Ardenas y en el Frente Oriental. Aunque resultaron ser efectivos como cazacarros, su rendimiento como cañón de asalto o sustituto de tanques era malo. Sin embargo, en las últimas fases de la guerra, fueron utilizados frecuentemente como sustitutos de tanques, debido a la carencia de material.